# Pa'l mundo
Pa'l Mundo es el nombre del cuarto álbum de estudio del dúo puertorriqueño Wisin & Yandel. Fue publicado el 8 de noviembre de 2005 bajo el sello Machete Music y Universal Music Latino, contó con las colaboraciones de Daddy Yankee, Romeo Santos, Héctor el Father, Tony Dize, Franco El Gorila y Gadiel.
Cuenta con una reedición, publicado el 16 de mayo de 2006 y el cual contó con la canción «Pam pam» que alcanzó la posición #1 en la categoría Hot Latin Songs de Billboard. Otra reedición titulada First Class Delivery fue publicada el 10 de julio de 2007 bajo el sello Machete.

## Recepción
Pa'l mundo alcanzó la posición #1 en la categoría Top Latin Albums de Billboard. La canción «Rakata», originalmente del disco Mas Flow 2 lideró la categoría Latin Rhythm Airplay de la revista Billboard.
El álbum ha vendido 1 millón mundialmente, El álbum ha movido 657 000 copias según Nielsen Soundscan en el 2012, también ha vendido 676 000 unidades en Estados Unidos siendo de los álbumes más vendidos en 25 años en el país.

## Promoción
El dúo hizo una gira en Estados Unidos en el 2005 promocionando el álbum en New York.

## Reconocimiento
| Publicación | Lista                          | Posición |
| ----------- | ------------------------------ | -------- |
| Billboard   | Álbumes de la década del 2000s | 7        |

## Lista de canciones

### Edición estándar (2005)
| N.º   | Título                                        | Productor(es)                      | Duración |  |
| 1.    | «Dale» (con Mr. Phillips)                     | Nely                               | 3:10     |  |
| 2.    | «Manigueta»                                   | Nely                               | 2:47     |  |
| 3.    | «Llame pa' verte (bailando sexy)»             | Luny Tunes · Nely                  | 3:14     |  |
| 4.    | «Paleta» (con Daddy Yankee)                   | Luny Tunes · Tainy · Thilo · Nesty | 2:55     |  |
| 5.    | «Sólo una noche»                              | Nely · Naldo                       | 3:01     |  |
| 6.    | «Mayor que yo #2»                             | Luny Tunes · Nales                 | 3:47     |  |
| 7.    | «La barría» (con Héctor el Father)            | Luny · Tainy                       | 2:55     |  |
| 8.    | «Calle callejero»                             | Nely · Tainy · Naldo               | 2:56     |  |
| 9.    | «Sin él»                                      | Nely                               | 2:52     |  |
| 10.   | «Rakata»                                      | Luny Tunes · Nely                  | 2:52     |  |
| 11.   | «Sensación» (con Tony Dize)                   | Luny Tunes · Tainy · Naldo         | 2:34     |  |
| 12.   | «Tabla»                                       | Tainy                              | 2:54     |  |
| 13.   | «Noche de sexo» (con Romeo Santos)            | Luny Tunes · Nely · Nesty · Tainy  | 3:25     |  |
| 14.   | «Mírala bien»                                 | Luny Tunes · Thilo                 | 2:36     |  |
| 15.   | «La compañía» (con Gadiel y Franco El Gorila) | Nely                               | 3:22     |  |
| 16.   | «Lento»                                       | Luny Tunes                         | 2:56     |  |
| 17.   | «Títere»                                      | Luny Tunes · Nesty                 | 2:38     |  |
| 18.   | «Yo quiero»                                   | Luny Tunes                         | 2:44     |  |
| 19.   | «Fuera de base» (Interpretado por Wisin)      | Nesty                              | 3:06     |  |
| 56:48 |                                               |                                    |          |  |

| Bonus Remix Edition |                                                  |                   |          |  |
| N.º                 | Título                                           | Productor(es)     | Duración |  |
| 20.                 | «Rakata (Remix)» (con Ja Rule)                   | Luny Tunes · Nely | 3:31     |  |
| 21.                 | «Rakata (Hip-hop Remix)» (con Tea Time)          | Da Rock           | 3:23     |  |
| 22.                 | «Llame pa' verte (Bailando sexy)» (Instrumental) | Luny Tunes · Nely | 3:20     |  |
| 23.                 | «Rakata (Tigerstyle Eastern Remix)»              | Tigerstyle        | 4:03     |  |
| 01:11:12            |                                                  |                   |          |  |

| Bonus track digital |                   |               |          |  |
| N.º                 | Título            | Productor(es) | Duración |  |
| 23.                 | «Mi nombre corre» | Bones         | 3:01     |  |
| 01:10:10            |                   |               |          |  |

Notas
- «La barría» contiene un sample de «Murder She Wrote» de Chaka Demus & Pliers (John Taylor, Everton Bonner).[16] Los productores de la canción original, Sly and Robbie, también recibieron créditos por la autoría original.[17]

### Deluxe Edition (2006)
- El disco 1 cuenta con las 19 canciones de la edición estándar, mientras que el disco 2 cuenta con 8 canciones nuevas más un DVD.[18]

| N.º      | Título                                                       | Productor(es)                       | Duración |  |
| 1.       | «Pam pam»                                                    | Luny Tunes · Tainy                  | 3:47     |  |
| 2.       | «Te noto tensa» (con Tony Dize)                              | DJ Urba & Monserrate                | 2:36     |  |
| 3.       | «Toma» (con Franco El Gorila)                                | DJ Urba & Monserrate                | 3:01     |  |
| 4.       | «La quebranta hueso» (con Yomille Omar “El Tío”)             | DJ Eric                             | 3:23     |  |
| 5.       | «Mayor que yo #2 (Remix)» (con Tony Dize y Franco El Gorila) | Luny Tunes · Nesty · Víctor · Nales | 4:01     |  |
| 6.       | «Burn It Up» (con R. Kelly)                                  | Luny Tunes · Nely                   | 3:52     |  |
| 7.       | «Sácala» (con Don Omar y Héctor el Father)                   | Naldo · Nely · Nesty · Tainy        | 3:22     |  |
| 8.       | «Llora mi corazón» (con La Secta AllStar)                    | Nesty                               | 3:07     |  |
| 01:23:53 |                                                              |                                     |          |  |

DVD
1. Llame Pa' Verte
2. Mírala Bien
3. Mírala Bien - Making Of
4. Rakata
5. Burn It Up
6. Exclusive Interview

### First Class Delivery (2007)
- Todas las canciones fueron compuestas por Wisin & Yandel.[6]

| N.º | Título                                                                                       | Productor(es)                                | Duración |  |
| 1.  | «Rakata»                                                                                     | Luny Tunes · Nely                            | 2:51     |  |
| 2.  | «Pam pam»                                                                                    | Luny Tunes · Tainy                           | 3:49     |  |
| 3.  | «Mayor que yo» (con Baby Ranks, Daddy Yankee, Héctor el Father y Tony Tun Tun)               | Luny Tunes                                   | 4:08     |  |
| 4.  | «Pegao»                                                                                      | Nesty · Víctor                               | 3:49     |  |
| 5.  | «Llame pa' verte (bailando sexy)»                                                            | Luny Tunes · Nely                            | 3:14     |  |
| 6.  | «No me dejes solo» (con Daddy Yankee)                                                        | DJ Urba & Monserrate · Fido                  | 2:50     |  |
| 7.  | «El teléfono» (con Héctor el Father)                                                         | Tainy                                        | 3:55     |  |
| 8.  | «Noche de sexo» (con Aventura)                                                               | Luny Tunes · Nely · Nesty · Tainy            | 3:25     |  |
| 9.  | «Yo te quiero»                                                                               | Nesty · Víctor                               | 3:49     |  |
| 10. | «Sácala» (con Don Omar y Héctor el Father)                                                   | Naldo · Nesty · Nely · Tainy                 | 3:23     |  |
| 11. | «Mírala bien»                                                                                | Luny Tunes · Thilo                           | 2:36     |  |
| 12. | «Paleta» (con Daddy Yankee)                                                                  | Luny Tunes · Tainy · Thilo                   | 2:55     |  |
| 13. | «Dembow» (Interpretado por Yandel)                                                           | DJ Blass                                     | 3:00     |  |
| 14. | «Burn It Up» (con R. Kelly)                                                                  | Luny Tunes · Nely                            | 3:52     |  |
| 15. | «Solo una noche»                                                                             | Nely · Naldo                                 | 3:02     |  |
| 16. | «Noche de Entierro (Nuestro Amor)» (con Daddy Yankee, Héctor El Father, Tony Tun Tun y Zion) | Luny Tunes · Tainy · Mr. G · Doble A & Nales | 4:23     |  |
| 17. | «Torre de Babel (Bonus Track)» (con David Bisbal)                                            | Nesty · Víctor · Gómez                       | 4:22     |  |

## Créditos y personal
Adaptados desde AllMusic.
- Juan Luis Morera – Artista principal, composición.
- Llandel Veguilla – Artista principal, composición.
- Toy Hernández – A&R.
- Gustavo López – Productor ejecutivo.
- Francisco Saldaña, Víctor Cabrera – Composición, producción.
- Alvin Phillips (Mr. Phillips) – Artista invitado, composición.
- Anthony Santos – Artista invitado, composición.
- Ramón Ayala – Artista invitado, composición.
- Héctor Delgado – Artista invitado, composición.
- Tony Feliciano – Artista invitado, composición.
- Ja Rule – Artista invitado.
- Josías de la Cruz – Composición, producción.
- Marcos Masis – Composición, producción.
- Raúl Rivera (Thilo) – Composición, producción.
- Sly Dunbar – Composición original.
- Everton Bonner, John Christopher Taylor – Composición original.
- Clen Turley – Composición.
- Lloyd Willis – Composición.
- Rafael DeLeon – Director creativo, diseño gráfico.
- Louis Martínez – Fotografía.

## Posicionamiento en listas
| Listas (2005)                        | Mejor posición |
| ------------------------------------ | -------------- |
| Estados Unidos (Billboard 200)       | 32             |
| Estados Unidos (Latin Rhythm Albums) | 1              |
| Estados Unidos (Top Latin Albums)    | 1              |
| Estados Unidos (Top Rap Albums)      | 15             |
| Estados Unidos (Top Albums Sales)    | 30             |

| Listas (2006)                        | Posición |
| ------------------------------------ | -------- |
| Estados Unidos (Billboard 200)       | 192      |
| Estados Unidos (Latin Rhythm Albums) | 2        |
| Estados Unidos (Top Latin Albums)    | 2        |

| Listas (2007)                        | Posición |
| ------------------------------------ | -------- |
| Estados Unidos (Latin Rhythm Albums) | 5        |
| Estados Unidos (Top Latin Albums)    | 16       |

## Certificaciones
| País (Certificador) | Certificación      | Ventas certificadas |
| --- | ------------------ | ------------------- |
| Chile (IFPI) | Oro                | 10 000*             |
| Estados Unidos (RIAA) | 4× Platino (Latin) | 676 000             |
| Venezuela (AVINPRO) | Oro                | 5 000*              |
| ^cifras de envíos basadas únicamente en la certificación xcifras no especificadas basadas únicamente en la certificación |                    |                     |

## Historial de lanzamiento
| Región | Estándar               | Deluxe Edition     | First Class Delivery |
| ------ | ---------------------- | ------------------ | -------------------- |
| Mundo  | 8 de noviembre de 2005 | 16 de mayo de 2006 | 3 de mayo de 2007    |